# يهودا بن حاييم
يهودا بن حاييم (29 سبتمبر 1955 – 5 مارس 2012) هو ملاكم إسرائيلي راحل، مثّل بلاده في الألعاب الأولمبية الصيفية 1984.

## روابط خارجية
يهودا بن حاييم على موقع أوليمبيديا (الإنجليزية)